# Vic van de Reijt
Victor Cornelis Johannes (Vic) van de Reijt (Breda, 31 juli 1950) is een Nederlands uitgever, publicist, muziekkenner en, naar eigen zeggen, 'hoeder van bedreigde muzieksoorten'.

## Biografie
Na de middelbare school in Breda ging Van de Reijt Nederlands studeren aan de Universiteit van Amsterdam. Hij werd redacteur van het studentenweekblad Propria Cures en na zijn studie enige tijd leraar Nederlands.
Van de Reijt is uitgever bij Nijgh & Van Ditmar, waar hij in 1994 het romandebuut van Arnon Grunberg, Blauwe maandagen het licht deed zien. Hij publiceerde talrijke artikelen over het leven en werk van Willem Elsschot en schreef een biografie over deze auteur, die in 2011 uitkwam bij uitgeverij Athenaeum. Van de Reijt heeft een grote affiniteit met het light verse en met secundaire literatuur. In 1982 publiceerde hij Ik wou dat ik twee hondjes was, een bloemlezing van Nederlandse nonsens- en plezierdichters. Bij de twintigste druk in 2003 werd dit boek herzien en aangevuld.
Onder de naam Frederik van der Kamp vormt Vic van de Reijt sinds september 2011 samen met Bob Polak de redactie van het literair-cultureel-satirische kwartaalblad De God van Nederland.
Naast zijn literaire belangstelling heeft Van de Reijt een grote interesse voor muziek. Hij heeft een omvangrijke platenverzameling: van schlagers tot psychedelica. Hij is fan van onder anderen The Beatles en van Raymond van het Groenewoud. Zijn verzamelzucht leidde in 1987 tot de bestseller Toen wij van Rotterdam vertrokken, een verzameling van 176 teksten van Nederlandse liederen uit de 20ste eeuw, genoemd naar de beginregel van Ketelbinkie. Van dit boek en de opvolger Ik ben blij dat ik je niet vergeten ben werden in totaal meer dan 100.000 exemplaren verkocht. In 2006 zijn beide boeken in één band verschenen en aangevuld met tientallen nieuwe teksten, onder de titel Het Land van Maas en Waal. Sinds 2009 heet het boek weer Toen wij van Rotterdam vertrokken.
In aansluiting op deze boeken geeft Van de Reijt verzamelboxen uit met cd's met Nederlandstalige liederen. Vanaf 2004 verschijnen ook cd-boxen met Duitse schlagers en Franse chansons. Naar aanleiding hiervan werden in Muziekcentrum Vredenburg en Paradiso avonden georganiseerd. Van de Reijt gaf verder onder andere de Pluche-reeks uit, met (lied)teksten van Drs. P, Ivo de Wijs, Wim Sonneveld, Bram Vermeulen, Annie M.G. Schmidt, Raymond van het Groenewoud en anderen.
Ter gelegenheid van zijn 75e verjaardag op 31 juli 2025 verscheen bij uitgeverij Ezo Wolf een vriendenglossy: de VIC. Onder meer A.F.Th. van der Heijden, Theodor Holman, Jean Pierre Rawie, Arthur van Amerongen en Arnon Grunberg leverden een bijdrage aan dit tijdschrift.

### Bloemlezingen
- Ik wou dat ik twee hondjes was (Nederlandse nonsens- en plezierdichters van de 20e eeuw), 1e druk Bert Bakker 1982, 20e herziene en uitgebreide editie 2003
- Toen wij van Rotterdam vertrokken (liedteksten) (Bert Bakker, 1987)
- Ik ben blij dat ik je niet vergeten ben (liedteksten) (Bert Bakker, 1998)
- Het land van Maas en Waal (bundel van de vorige twee boeken plus 40 nieuwe liedjes) (Bert Bakker, 2006)
- Toen wij van Rotterdam vertrokken (definitieve editie, eerder onder titel Het land van Maas en Waal) (Prometheus, 2009)

### Willem Elsschot
- Nieuws! Vic van de Reijt over Willem Elsschot (Aarts' Almanak 1982)
- Het Elsschot-overschot (C.J. Aarts, 1982. Oplage 200 ex.)
- Bustrip naar Elsschot (Sjaalmanpers, 1985. Oplage 115 ex.)
- Als een onweder bij zomerdag, de briefwisseling tussen Louis Paul Boon en Willem Elsschot, bezorgd door Jos Muyres en Vic van de Reijt (Querido, 1989)
- In gesprek met Willem Elsschot, in Horus 24 (1992)
- Willem Elsschot: Brieven, verzameld en toegelicht door Vic van de Reijt met medewerking van Lidewijde Paris (Querido, 1993)
- 19 Stellingen over Willem Elsschot (De Brakke Hond, 1993)
- Elsschot leest voor. De briefwisseling tussen Willem Elsschot en Jan C. Villerius, bezorgd door Wieneke 't Hoen en Vic van de Reijt (boek+cd) (Querido, 1999)
- Reinaert De Ridder of Elsschot De Vos. Het leven van Willem Elsschot (1882-1960) in De Parelduiker, jrg. 6, nr. 4/5, 2001
- Uit varen met A. De Ridder, essay in Revolver, september 2004, over de zakenbrieven van Willem Elsschot
- Elsschot : leven & werken van Alfons De Ridder. Amsterdam : Athenaeum-Polak & Van Gennep, 2011. - 288 p. ISBN 9789025368128. Biografie
- Artikel Marcel Haenen, Elsschot schreef om boete te doen, NRC Weekblad, 26 febr.-4 mrt 2011, p. 4-9. Interview met Van de Reijt n.a.v. het verschijnen van de biografie
- De ontdekking van Elsschot (verzamelde artikelen). Amsterdam: Athenaeum-Polak & Van Gennep, 2019

### Overig
- Voetbal Drank en Vrouwen (C.J. Aarts, 1978)
- De scheet in perkament gebonden (De Literaire Loodgieters, 1980; oplage ca. 15 ex.)
- Muziek terwijl u host (over het Nederlandse carnavalslied) (Buma-relatiegeschenk 2001)
- Vic van de Reijt's Groot 45-Toerenboek (Nijgh & Van Ditmar, 2013)
- Arnon Grunberg, 'Ich will doch nur dass ihr mich liebt' - 25 jaar schrijver (waarvan 5 jaar in het verborgene). Onder redactie van Caroline Mulder en Vic van de Reijt (Nijgh & Van Ditmar/Bijzondere Collecties Universiteit van Amsterdam, 2014)
- Arnon Grunberg, Aan nederlagen geen gebrek. Brieven en documenten 1988-1994. Verzameld en toegelicht door Vic van de Reijt (Privé Domein - De Arbeiderspers, 2016)

## Discografie
- Toen wij van Rotterdam vertrokken (3 cd) (Quintessence, 1999)
- Vic van de Reijt's Top 100 van Nederlandstalige Singles (boek met 1 cd) (Nijgh & van Ditmar, 2000)
- Vic van de Reijt's Top 100 van Nederlandstalige Singles (6 cd) (Nikkelen Nelis, 2000)[3]
- De Nederlandstalige Cover Top 100 (boek met 1 cd) (Nijgh & van Ditmar, 2001)
- De Nederlandstalige Cover Top 100 (5 cd) (Nikkelen Nelis, 2001)[4]
- Les Meilleurs 69 (3 cd) (Nikkelen Nelis, 2004)[5]
- Van Du Tot Da Da Da (3 cd) (Nikkelen Nelis, 2006)[6]
- Surivlaams (3 cd) (Nikkelen Nelis, 2008)[7]
- Vic's Fabulous Fifties (5 cd) (Nikkelen Nelis, 2009)[8]
- Ik Voel Mij Als Een Kerstboom Zonder Piek (2 cd) (Nikkelen Nelis, 2009)[9]
- Omdat Ik Van Je Hou (3 cd) Raymond Van Het Groenewoud (EMI, 2010)
- Och Was Ik Maar... Een Paard In De Gang (3 cd) (Nikkelen Nelis, 2010)[10]
- Italiano! Van Caruso tot Conte (3 cd) (Nikkelen Nelis, 2012)[11]

## Persoonlijk leven
Van de Reijt is getrouwd en heeft twee dochters, van wie Fanny van de Reijt in 2010, zo'n dertig jaar na haar vader, eveneens redacteur werd van Propria Cures. Zijn andere dochter, Maud van de Reijt, is auteur van 'Zestig jaar herrie om twee minuten stilte' (Bert Bakker, 2010), de geschiedenis van de dodenherdenking op 4 mei.